# مورتانیا سیتیفنسیس
مورتانیا سیتیفنسیس (انگلیسی: Mauretania Sitifensis) یکی از استان‌های روم در آفریقای شمالی در دوران باستان بود.